# Felipe Amorim
Felipe da Silva Amorim, meglio noto come Felipe Amorim (Brasilia, 4 gennaio 1991), è un calciatore brasiliano, attaccante del Port.

## Carriera

### Club
Ha giocato nella massima serie brasiliana e in quella thailandese, e nella seconda divisione brasiliana.

### Nazionale
Ha giocato nella nazionale brasiliana Under-20.